# آلاله خوابیده
آلاله خوابیده، آلاله گسترده (نام علمی: Ranunculus procumbens) نام یک گونه از سرده آلاله است. سردهٔ آلاله در ایران ۵۵ گونهٔ علفی یک ساله و چند ساله دارد. آلاله خوابیده یکی از ۵۵ گونهٔ موجود در ایران است.